# Bukovača
Bukovača är ett samhälle i Bosnien och Hercegovina.   Det ligger i entiteten Federationen Bosnien och Hercegovina, i den västra delen av landet, 170 km väster om huvudstaden Sarajevo. Bukovača ligger 695 meter över havet och antalet invånare är 161.
Terrängen runt Bukovača är huvudsakligen kuperad. Bukovača ligger nere i en dal.Runt Bukovača är det ganska tätbefolkat, med 93 invånare per kvadratkilometer.. Närmaste större samhälle är Drvar, 16,1 km söder om Bukovača. 
I omgivningarna runt Bukovača växer i huvudsak blandskog.